# Lachlan Watson
Pour les articles homonymes, voir Lachlan et Watson.
Lachlan Watson, né le 12 avril 2001 à Raleigh (Caroline du Nord), est une personnalité américaine du théâtre et de l'audiovisuel, principalement connue pour le rôle de Théo Putnam, dans la série télévisée Les Nouvelles Aventures de Sabrina.

## Biographie

### Enfance
Watson grandit à Raleigh en Caroline du Nord aux États-Unis.

### Carrière
La carrière de Lachlan Watson commence dès son enfance, sous son prénom de naissance Riley, au Burning Coal Theatre, où sa mère travaille. Watson obtient après quelques années de petits rôles dans des séries télévisées telles que Nashville ou Drop Dead Diva. 
En 2015, l'artiste joue dans la pièce Beaucoup de bruit pour rien de William Shakespeare produite par le Raleigh Little Theatre.
En 2016, Lachlan Watson décroche un rôle régulier dans la série Les Nouvelles Aventures de Sabrina produite par Netflix, et se fait ainsi remarquer à un niveau international. Il y joue le rôle d’un personnage non-binaire : Théo Putnam, anciennement Susie. Watson indique avoir utilisé sa propre expérience personnelle pour créer le personnage et influencer son histoire pour que les personnes genderqueer puissent mieux s'identifier,.

### Vie privée
Lachlan Watson est non binaire, comme son personnage dans la série Les Nouvelles Aventures de Sabrina , et a également fait son coming out en tant que queer. En français, il préfère être genré au masculin ; en anglais, il utilise les pronoms « they/them »,,.
Lachlan Watson obtient son diplôme de fin d’études secondaires par correspondance en 2018.
En novembre 2018, il participe à une émission produite par Netflix et intitulée Ce que je voudrais que vous sachiez : à propos d'être non binaire, débattant de l'identité de genre avec d'autres célébrités non binaires comme Jacob Tobia, Liv Hewson et Shiva Raichandani (en).
En 2022, il est annoncé au casting de la saison 2 de Chucky[Passage à actualiser], où il interprète les jumeaux Glen et Glenda, absents à l'écran depuis Le Fils de Chucky, sorti en 2004.

## Filmographie

### Cinéma

#### Longs métrages
- 2013 : The Ultimate Life (en) : Anna
- 2023 : The Unheard : Chloe
- 2023 : Only the Good Survive de Dutch Southern : Faye
- 2024 : Y2K de Kyle Mooney : Ash

#### Courts métrages
- 2015 : Surreal Estate : Cordelia
- 2016 : Secrets from Beyond : Frankie
- 2017 : Vigilance : Selfie boy

### Télévision
- 2014 : Drop Dead Diva : Sam/Samantha Simbler (saison 6, épisode 8)
- 2017 : Nashville : Kyle (2 épisodes)
- 2018–2020 : Les Nouvelles Aventures de Sabrina (Chilling Adventures of Sabrina) : Susie / Theo Putnam (35 épisodes)
- 2020 : Social Distance : Riley Holcomb
- 2022 : Chucky : Glen / Glenda (saison 2)